# Aufwärtshaken

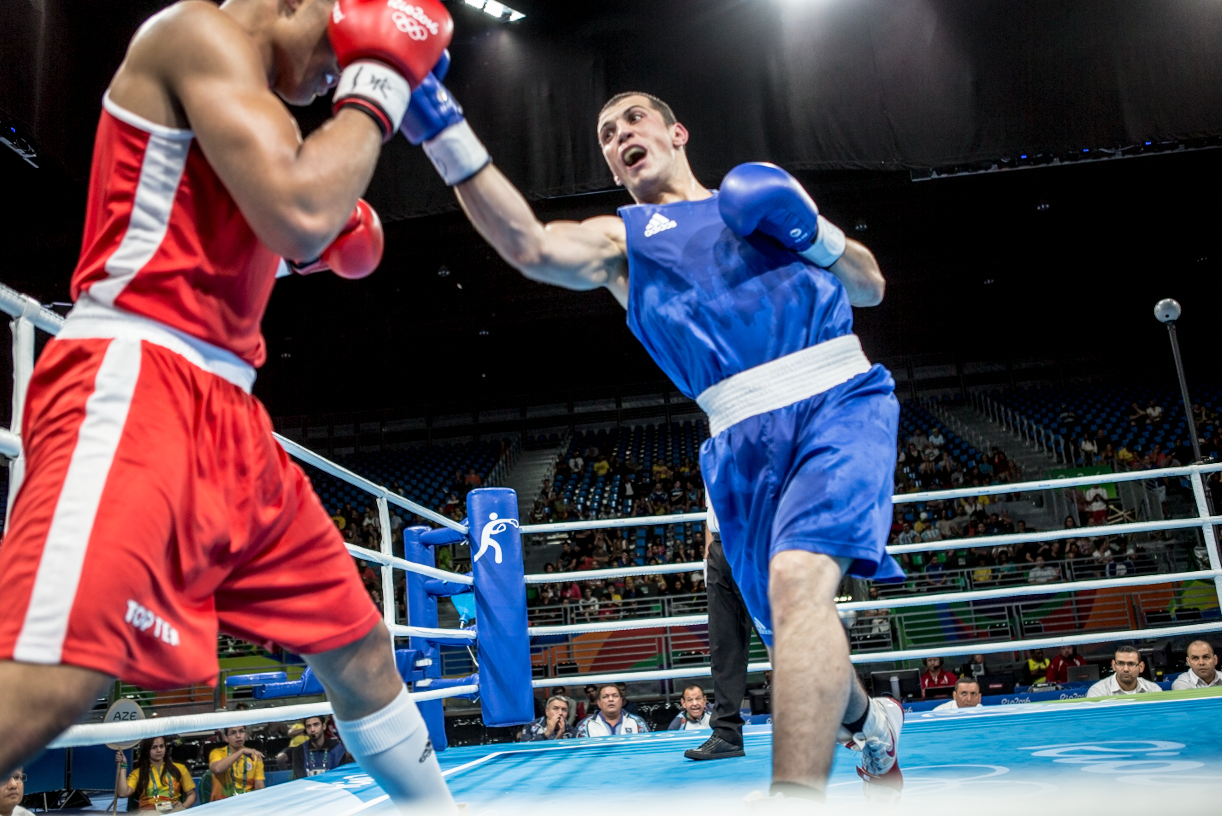
Aufwärtshaken aus der Halbdistanz

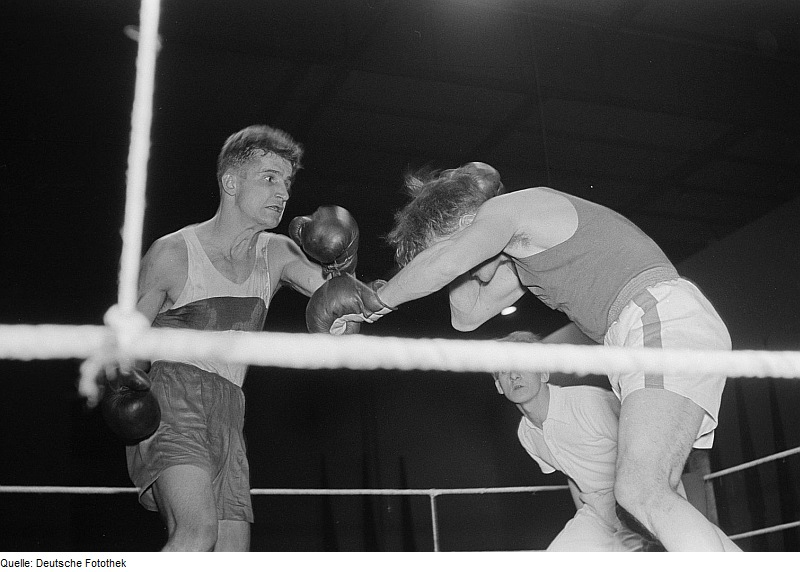
Der rechte Boxer taucht mit dem Kopf nach unten ab, der linke Boxer setzt daraufhin mit der Rechten zu einem Aufwärtshaken an

Ein Aufwärtshaken, auch Uppercut (v. engl.: upper- ober-; cut Hieb, Schnitt) genannt, ist einer der Grundschläge bei diversen Vollkontakt-Kampfsportarten, welcher mit beiden Händen, also der Führungshand oder Schlaghand, gegen den Kopf oder Körper eines Gegners geschlagen werden kann. Da dieser Schlag häufig das Kinn des Gegners zum Ziel hat, wird er im Volksmund, nicht jedoch in der Fachsprache, auch als Kinnhaken bezeichnet.
Die Bezeichnung als Haken kommt daher, da die schlagausführende Hand zunächst fallen gelassen und dann schnell nach oben gezogen wird, womit der Schlag eine Form, ähnlich eines Angelhakens, beschreibt.

## Boxsport

### Beschreibung
Der Aufwärtshaken gilt als einer der anspruchs-, aber auch wirkungsvollsten Schläge im Boxsport und wird als Wirkungsschlag aus der Halb- oder Nahdistanz zum Kopf oder Körper des Gegners geführt, wobei sich der Schlagwinkel nach der Distanz zum Gegner richtet. Ein Aufwärtshaken kann durch eine nicht solide geschlossene Deckung, einen sich vorbeugenden oder abtauchenden Gegner, oder zum Abkontern eines gerade schlagenden oder nach vorne gehenden Kämpfers ausgeführt werden. Gerade unerfahrene oder unter Druck geratende Kämpfer neigen dazu, sich nach vorne und unten zu beugen, was sie besonders anfällig für diese Art von Schlägen macht.
Ein Aufwärts- oder Seitwärtshaken gegen den Körper kann zum Öffnen bzw. nach unten ziehen der Deckung beim Gegner führen, wodurch dieser dann mit Folgetechniken im Kopfbereich, und umgekehrt, bekämpft werden könnte. Ein Aufwärtshaken zum Körper, beispielsweise gegen den Plexus solaris oder linken Brustkorbbereich geschlagen, kann zu einem Körper-KO bzw. Reflex-KO führen und einen Kampf, ebenso wie ein Aufwärtshaken gegen die sensiblen Körperpartien Kinn und Kiefer, vorzeitig beenden (Kopf-KO).

### Ausführung
Ein Linksausleger (linkes Bein vorne, rechte Hand ist die Schlaghand), welcher einen rechten Aufwärtshaken zum Kopf schlägt, verlagert sein Gewicht auf das rechte Bein, schlägt die Rechte aus der Doppeldeckung heraus, möglichst in gerader Linie von unten nach oben und dreht sich dabei mit Hüfte und Oberkörper im Zuge einer Rotationsbewegung leicht nach links ein, wobei es in der Regel zu einem Anheben der rechten Ferse kommt. Der Schlag ist mit einigem Risiko für den ausführenden Boxer verbunden, da dieser zum Zeitpunkt der Ausführung, an zumindest einer Kopf- bzw. Körperseite ungeschützt ist, und sich somit der Gefahr eines Konters aussetzt.
Einem Aufwärtshaken kann mit einer Doppeldeckung, einem Block oder Ableiten mit der Hand bzw. dem Ellbogen, einem Rückschritt, oder einer sonstigen Meidbewegung begegnet werden. Ein angegriffener Kämpfer kann jedoch auch im Zuge einer aktiven Verteidigung antwortend auf einen Aufwärtshaken reagieren, in dem er zum Beispiel die offene Kopf- und Körperseite der Schlaghand seines Gegners attackiert.

## Andere Sportarten
Der Uppercut wird von der Nabelgegend aus in eine Aufwärtsbewegung geführt, wodurch die Form eines Hakens entsteht, bevor die Faust das Gesicht oder den Körper des Gegners trifft. Andere Varianten, z. B. im Muay Thai, werden nicht von der Magengegend aus geschlagen. Stattdessen fällt die betreffende Faust aus der Deckung nur so weit ab, wie es nötig ist, um ausreichend Schwung zu holen. Die Faust bis zum Magen herunterzuziehen verlängert Weg und Dauer der Ausführung und damit die Chancen des Gegners, die Absicht zu erkennen und die geöffnete Deckung seinerseits zu einem Schlag zu nutzen.